# Шутлеворт, Николай Васильевич
Николай Васильевич Шутлеворт  (21.08.1845 — 1920) — русский военный деятель, генерал от кавалерии (1907). Герой Русско-турецкой войны.

## Биография
Николай Васильевич род. 21 августа 1845 года в Москве и крещен 16 февраля 1846 года в евангелическо-лютеранской церкви Св. Михаила в Москве. Родители :  подполковник Василий (Виллиам-Георг) Христофорович Шутлеворт и Ольга Любимовна (Элеонора-Елизавета) урожденная Штробель дочь провизора. Восприемники : ротмистр Сергей Голушев; аптекарь Готтлиб Штробель; девица Катерина Доктурова фрейлина; София Феррейн урожденная Штробель жена аптекаря.
Род Шутлеворт внесен во 2-ю часть дворянской родословной книги Тверской губернии. Свидетельство о дворянстве Николай получил за № 3488 от 23 декабря 1848 года.
В службу вступил в  1863 году, в 1864 году после окончании Нижегородского кадетского корпуса и Константиновского военного училища произведён в корнеты и был выпущен во Владимирский 13-й уланский полк.  В  1865 году произведён в поручики, в 1867 году в штабс-ротмистры, в 1870 году  в ротмистры. В 1871 году штабc-ротмистр гвардии, в 1875 году ротмистр гвардии.
В 1877 года после окончания Николаевской военной академии по I разряду произведён в подполковники ГШ с назначением штаб-офицером для особых поручений при штабе 13-го армейского корпуса. В 1878 году произведён в полковники с назначением начальником штаба 9-й кавалерийской дивизии.
С 1877 года участник Русско-турецкой войны,  за храбрость в этой компании в 1879 году был награждён орденом Святого Владимира IV степени с мечами и бантом и Золотой георгиевской саблей «За храбрость», а в 1880 году орденами Святого Георгия IV степени и   Святого Станислава II степени с мечами.
С 1889 года командир Клястицкого 18-го драгунского полка. В 1891 году произведён в генерал-майоры с назначением начальником штаба 14-го армейского корпуса. С 1896 года начальник штаба Кавказского военного округа. В 1899 году произведён в генерал-лейтенанты с назначением начальником 6-й кавалерийской дивизии. С 1903 года начальник 13-й кавалерийской дивизии. С 1904 года командир 1-го кавалерийского корпуса. С 1906 года командир 5-го армейского корпуса. В 1907 году произведён в генералы от кавалерии. С 1910 года в отставке.
Умер Николай Васильевич в 1920 году, похоронен на сельском кладбище на высоком берегу Волги между Ржевом и Селижарово.